# Club alpin allemand
Pour les articles homonymes, voir DAV.
Le Club alpin allemand — ou Association alpine allemande (allemand : Deutscher Alpenverein ou DAV) — est la plus grande association d'alpinisme en Allemagne. Elle revendique 988 000 membres dans 355 sections indépendantes, ce qui en fait la plus grande association d'alpinisme dans le monde et la huitième association sportive en Allemagne. Elle représente au sein de la Deutscher Olympischer Sportbund (Confédération olympique et sportive allemande) l'association compétente pour l'escalade sportive et en terrain d'aventure, la randonnée en haute montagne, l'alpinisme, l'escalade glaciaire et le ski de montagne.

## Histoire
La DAV est fondée le 9 mai 1869 à la suite du Bildungsbürgerlichen Bergsteigerverein. Les fondateurs sont pour la plupart des membres mécontents du Club alpin autrichien fondée sept ans plus tôt qui souhaitent davantage développer le tourisme dans les Alpes en établissant des refuges et des chemins.
Ses premiers animateurs sont le prêtre autrichien Franz Senn (de), le commerçant pragois Johann Stüdl (de), l'étudiant munichois Karl Hofmann (de) et Theodor Trautwein, l'ancien représentant de l'OAV en Bavière. Lors de l'assemblée fondatrice à Munich, réunissant 36 hommes, Gustav von Bezold est élu président. Après 10 mois, il y a 22 sections avec 1 070 membres, en 1876 il y a déjà 500 sections. De 1873 à 1938, les associations allemandes et autrichiennes forment une association commune, le Club alpin germano-autrichien.
Déjà, sous l'Empire Allemand, des tendances antisémites se développent. En 1899, la section de la Marche de Brandebourg est fondée par des personnes se déclarant « citoyens allemands chrétiens et baptisés ». En 1905, ceux de la section de Vienne se déclarent « aryens » et pose une clause d'exclusion en 1907, ce qui sera imité jusqu'en 1921 dans d'autres sections. Ainsi des membres de celle du Danube sont exclus dès 1921 puis une exclusion générale a lieu en 1924.
En 1938, le DAV reprend son indépendance puis intègre la Fédération nationale-socialiste pour l'éducation physique et est présidé par Arthur Seyss-Inquart. Le 10 octobre 1945, le Conseil de contrôle allié déclare la dissolution de la DAV en tant que membre de la fédération et la saisie de ses biens. Toute reformation est interdite. En 1945, l'ÖAV est reformée. Elle gère jusqu'à la reformation de la DAV en 1952 ses actifs et ses propriétés (les refuges). Tandis qu'en RDA, la DAV devient la Deutscher Verband für Wandern, Bergsteigen und Orientierungslauf (de). Après la réunification en 1990, la plupart des sections créées avant 1945 renaissent.
En 1992, le clup alpin intègre le Deutscher Sportbund (Fédération allemande des sports).
Fin 2008, le DAV et l'ÖAV quittent l'Union internationale des associations d'alpinisme en raison de sa réticence pour faire de l'escalade une discipline olympique,. Après une rédéfinition des objectifs de l'UIAA, elles reviennent au sein de l'Union en 2013.

## Organisation
La DAV avec le bureau fédéral basé à Munich est une organisation parapluie composée de 355 sections indépendantes, enregistrées comme associations. Les sections sont largement indépendantes, beaucoup d'entre elles ont leurs propres bureaux, leurs programmes de formation et d'événements. Dans les grandes villes, il y a souvent plusieurs sections.
Les organes de la fédération sont l'Assemblée générale, le Bureau et le Conseil fédéral.

## Refuges

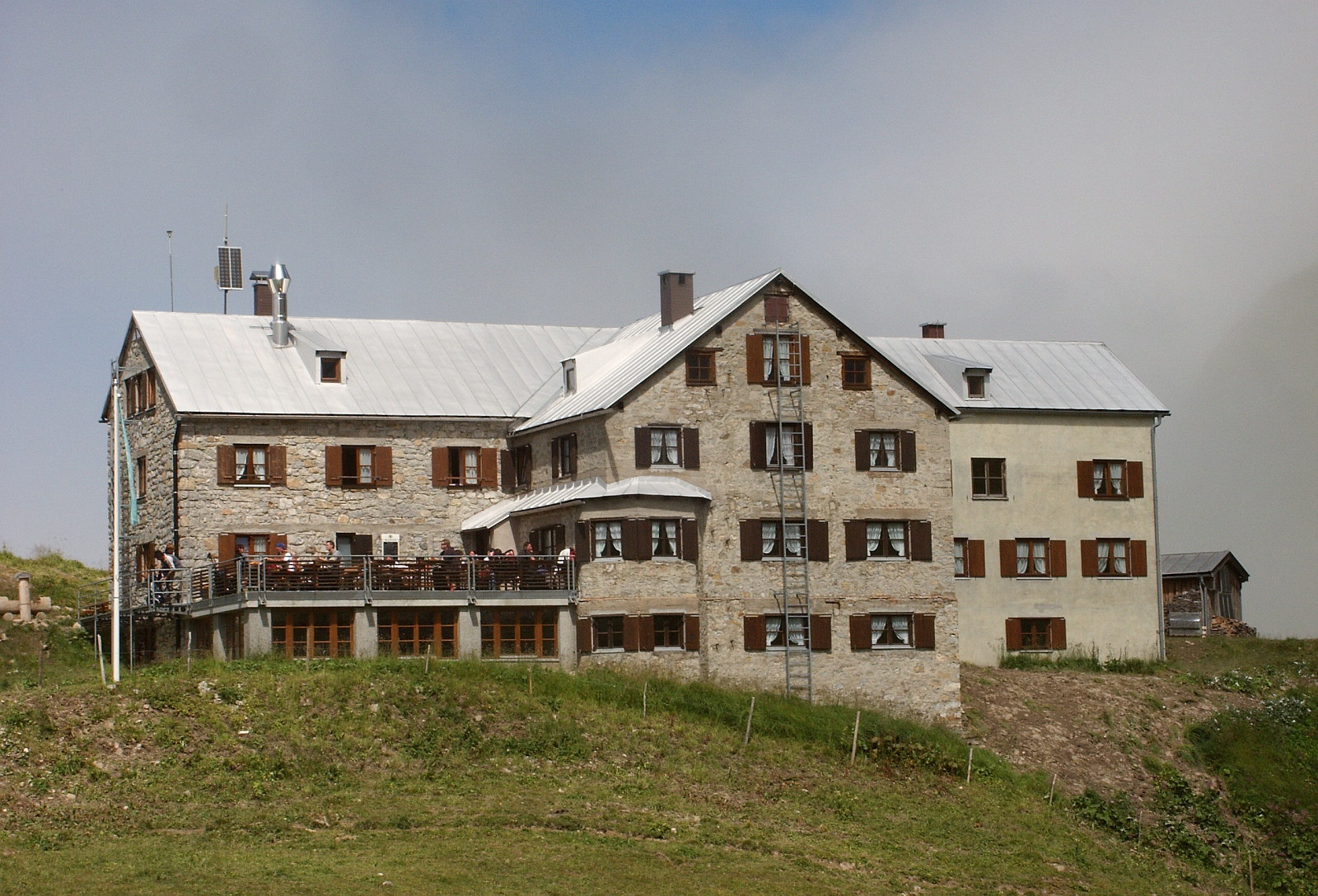
Le refuge du Rappensee

En 2013, il existe 327 refuges de montagne gérés par 208 sections, dont 195 permettent une capacité totale d'accueil de 20 500 places et 65 ont un gardien. Pour 67 d'entre eux, il s'agit de refuges indépendants ou de lieux de bivouac.
La Brandenburger Haus (de), dans les Alpes de l'Ötztal, gérée par la section de Berlin, est le refuge le plus élevé à 3 277 m d'altitude. Le refuge du Rappensee, à 2 091 m dans les Alpes d'Allgäu, géré par la section locale, a la plus grande capacité d'accueil ; le plus petit refuge est celui du Breitenkopf, à 2 017 m dans le Wetterstein, géré par la section de Cobourg, avec quatre places.
Le refuge de Bochum (de), à 1 430 m dans les Alpes de Kitzbühel, est construit en 1832, ce qui en fait le plus ancien refuge en activité.
On compte chaque année environ 750 000 nuitées, entre 300 et 21 600 entre les refuges, pour un prix maximum fixé en assemblée générale de 18 euros. Une centaine de refuges fait environ un millier de nuitées par an, ce qui est à peine suffisant pour financer de nouveaux achats (traitement de l'eau potable et des eaux usées, installations de production d'électricité).
Sur les vingt millions d'euros de coûts de travaux demandés par les sections, la moitié est fournie.

## Mission
À ses débuts, le DAV s'adresse à des alpinistes expérimentés. Les refuges sont aujourd'hui beaucoup plus ouverts. Beaucoup de sections permettent l'accès à leurs refuges aux personnes non inscrites dans toutes les régions alpines et de moyenne montagne allemandes. En outre, le DAV exploite 180 murs d'escalade.
De même, le DAV a monté ses propres services comme des assurances, la location de matériel ou les cartes.
Dans les années 1980 et 1990, l'accent est mis sur la conservation de la nature. Il est décidé qu'il n'y aura plus de nouvelles constructions, seulement des rénovations.
En collaboration avec l'ÖAV et le Club alpin sud-tyrolien, le DAV publie des guides chez Bergverlag Rother.
Depuis plusieurs années, le DAV organise au sein du DAV Summit Club (de) des expéditions d'alpinisme dans le monde entier, parfois très exigeants.